# Henley-in-Arden
Henley-in-Arden (também conhecido simplesmente como Henley) é uma cidade do distrito de Stratford-on-Avon, no condado de Warwickshire, Inglaterra. Seu nome é uma referência a Floresta de Arden. Henley é conhecida por sua variedade de prédios históricos, dos quais remontam à época medieval, e sua ampla variedade de estilos arquitetônicos preservados. A High Street, com 1,6 km de extensão, é uma área de conservação.
Em 2020, a população da paróquia civil de Henley-in-Arden foi estimada em 1.855. Enquanto a população de sua área urbana, que inclui a adjacente Beaudesert, era de 2.984.

## Localização e Geografia
Henley-in-Arden fica a aproximadamente 9 milhas a oeste da cidade de Warwick, 15 milhas a sudeste de Birmingham, 19 milhas a sudoeste de Coventry, 8 milhas a leste de Redditch e 9 milhas ao norte de Stratford-upon-Avon (onde a estrada entre Stratford e Henley foi batizada de Henley Street). A fronteira do condado com Worcestershire fica a 5,5 milhas a oeste. está localizada em um vale do Rio Alne.

## História

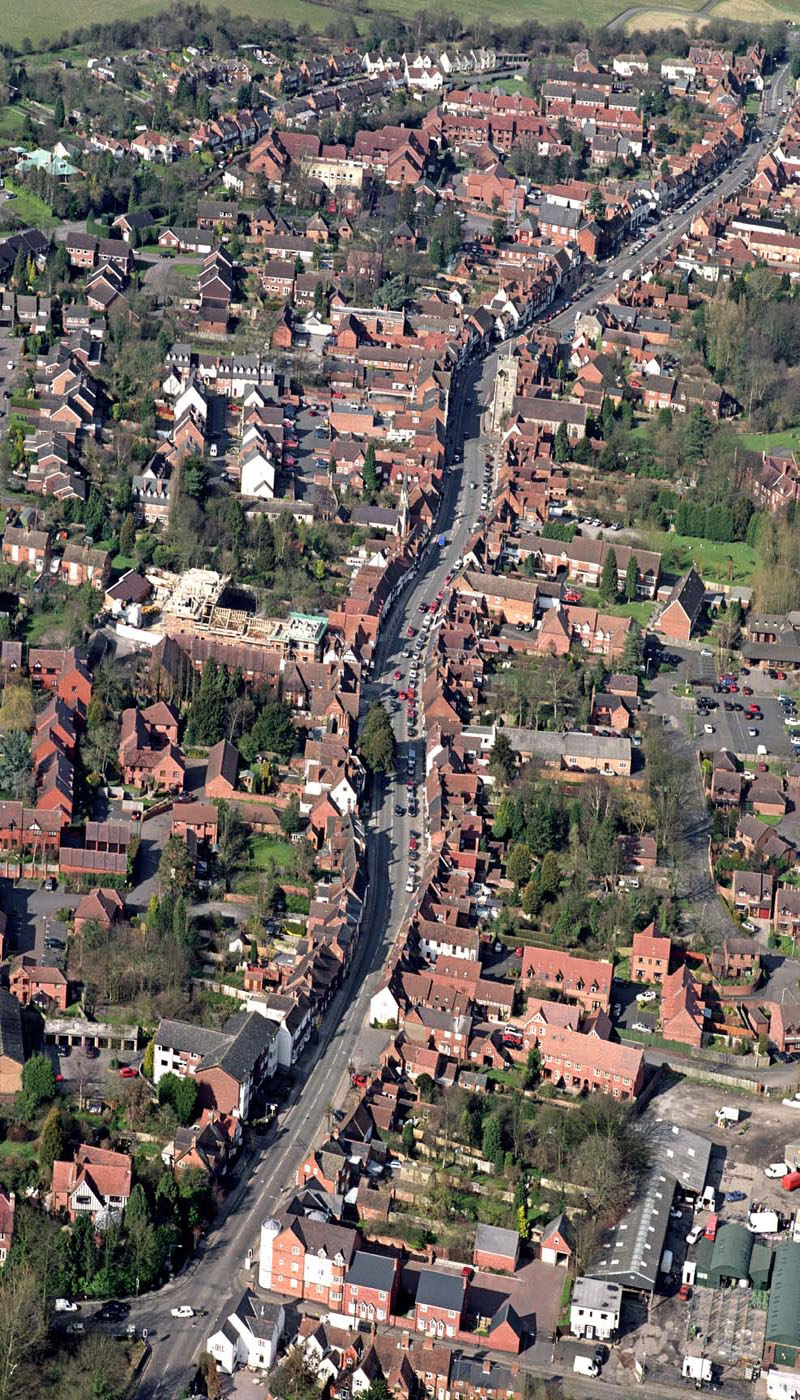
Foto áerea Henley-in-Arden

Henley-in-Arden não está listada no Domesday Book e pode não ter existido até o século XII. O primeiro registro da cidade está em um instrumento legal redigido durante o reinado de Henrique II. Originalmente, era um vilarejo de Wootton Wawen, na Feldon Street, a rota original que saía da Floresta de Arden.
No século XI, Thurstan de Monforte, 4º Lorde de Beaudesert, construiu o Castelo de Beaudesert, um Castelo de mota, na colina acima de Beaudesert. Em 1140, Matilde de Inglaterra concedeu o direito de realizar um mercado no castelo em 1141 e Henley logo se tornou uma próspera cidade mercantil, convenientemente localizada na movimentada estrada entre Birmingham e Stratford. Em 1220, no reinado de Henrique III, o Lorde de Manor e filho de Thurstan, Pedro de Monforte, obteve a concessão de um mercado semanal às segundas-feiras e uma feira anual com duração de dois dias para a cidade.
No entanto, a prosperidade inicial chegou ao fim durante a Segunda Guerra dos Barões quando, em 1265, Pedro de Monforte morreu lutando na Batalha de Evesham. As forças monárquicas venceram, e a cidade e o castelo foram queimados em represália. No entanto, a cidade e o castelo se recuperaram e Henley se tornou um bairro em 1296. Em 1315, todos os habitantes da cidade registrados eram homens livres. O rei permaneceu no castelo por sete dias em janeiro de 1324. Em 1336, o mercado era tão próspero que os habitantes conseguiram obter uma licença de Eduardo III para impor um imposto local sobre vendas a todas as mercadorias trazidas ao mercado, por um período de três anos, a fim de pagar o custo da pavimentação das ruas.

O Senhor da mansão, Peter de Montfort, 3º Barão de Monforte, como Comissário de Artilharia de Warwickshire, enviou 160 arqueiros para a Batalha de Crecy durante a Guerra dos Cem Anos em 1346. No século XV, os senhores da mansão eram a família Boteler. Ralph Boteler, 1º Barão de Sudeley, obteve uma carta de Henrique VI em 1449, confirmando a concessão do novo mercado semanal e uma concessão para duas feiras anuais.

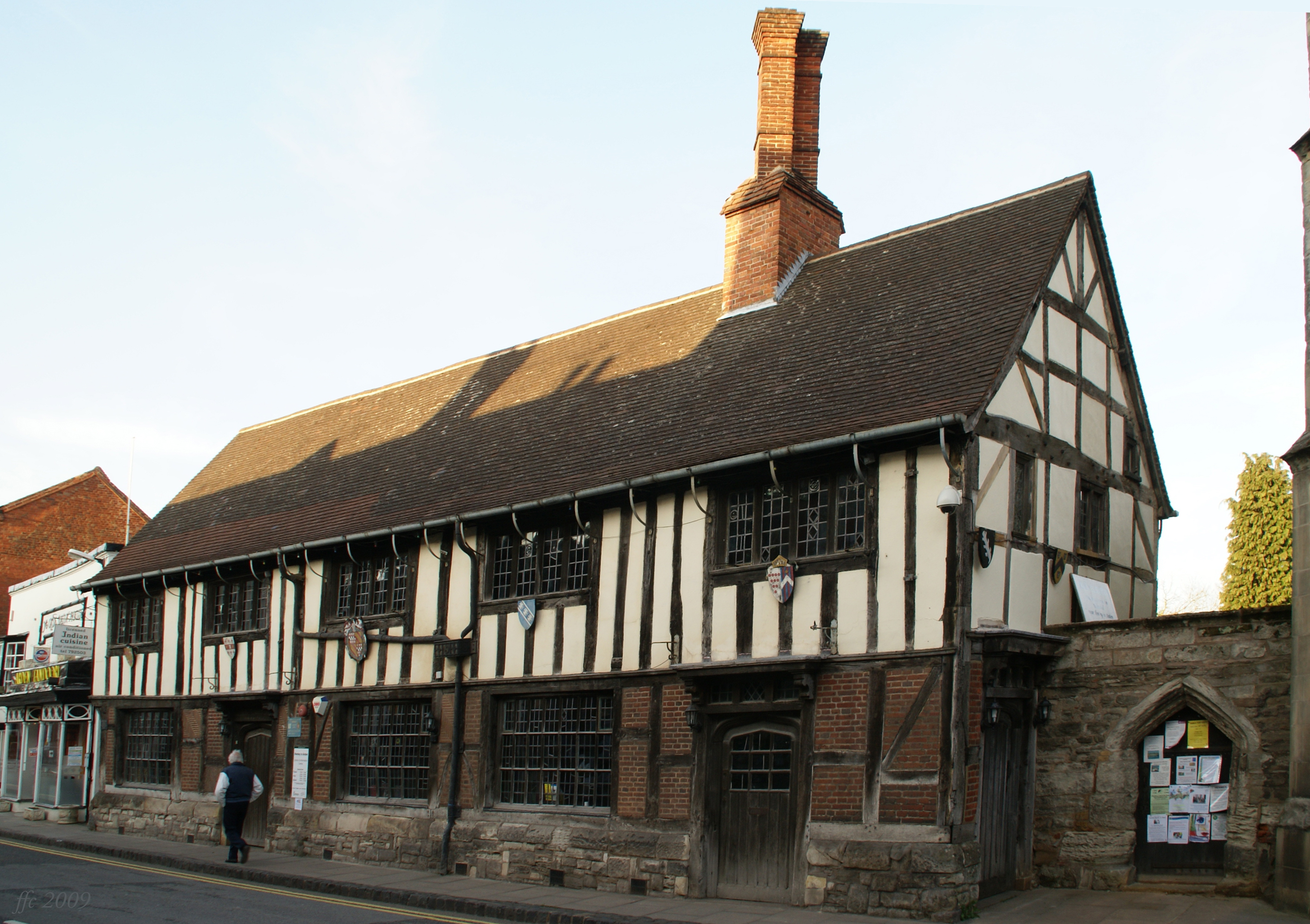
Salão da Guilda de Henley-in-Arden

A cidade sofreu outro infortúnio durante a Guerra Civil Inglesa, quando, em 1643, o príncipe Ruperto do Reno que estava no comando das forças realistas, marchou com seus soldados pela cidade em 1643, a caminho de Birmingham, e saqueou a vizinhança.
Como uma cidade de mercado não fretada, a administração de Henley era baseada em um tribunal senhorial. Abaixo dos senhores da mansão, haviam um alto e baixo oficial de justiça, um terceiro borough, um policial, um par de ale-tasters, além de cargos específicos comochamberlains, brook lookers, fieldreeves e affearors. Esses oficiais do distrito local eram escolhidos anualmente em uma reunião de antigos oficiais de justiça e policiais, que eram membros do júri da corte semestral. O oficial de justiça, juntamente com seus antecessores, abria formalmente a feira anual da cidade. A prefeitura foi herdada de uma guilda do tempo medieval.
Os registros do corte leet e do corte baronal em Henley datam de 1592 em diante. Os registros da corte se referem, em grande parte, a problemas modestos (nas palavras de Alan Dyer), como evitar que os pobres migrassem para a cidade (o que os hambúrgueres consideravam que se tornaria um fardo para as taxas e resultaria na destruição de cercas vivas para combustível), a apreensão de porcos soltos e a prevenção de cavalos estacionados nas ruas. Os pobres eram um problema significativo para a corte leet de Henley. No início do século XVII, houve um aumento acentuado de pobres sem terra, ocupando áreas comuns e terrenos baldios na Floresta de Arden, e essas pessoas eram geralmente consideradas violentas e criminosas pelos habitantes da cidade. Entre 1590 e 1620, houve um número desproporcional de pessoas, em relação ao tamanho da população, apresentadas pelo tribunal por se envolverem em brigas violentas, algo que David Underdown afirma não ser "certamente uma coincidência".
Em Love's Labour's Lost, comédia de Shakespeare, a personagem Rosaline diz: "Better wits have worn plain Statute Caps" (Pessoas mais inteligentes já usaram bonés lisos do estatuto). Acredita-se que isso seja uma referência a eventos ocorridos em Henley durante a escrita da peça, antes de sua publicação, quando os habitantes de Henley foram processados no tribunal por violarem um estatuto (promulgado com o objetivo de garantir apoio econômico à indústria de lã) que exigia o uso de bonés de lã aos domingos e outros dias santos.
Em 1814, Henley tinha um mercado semanal todas as segundas-feiras, três feiras anuais (no Lady Day; na terça-feira da semana de pentecostes, para gado; e em 29 de outubro, para cavalos, gado, ovelhas e lúpulo) e uma população em 1811 (de acordo com as declarações feitas ao Parlamento) de 1.055 pessoas (com 242 casas habitadas e 12 casas desabitadas).
Embora o castelo não exista mais, vários outros edifícios e estruturas históricas ainda existem na cidade, como as igrejas paroquiais de São João Batista, a guilda do século XV (que foi restaurada), a cruz medieval do mercado (grande parte da decoração de sua haste foi mutilada, mas possui três faixas de lugares para se ajoelhar e esculturas representando a Santíssima Trindade, a crucificação de Jesus e, acredita-se, São Pedro), o White Swan do século XVI e várias residências de madeira ao longo da High Street, a rua principal da cidade.

### Manicômios
Historicamente, Henley teve vários manicômios particulares. O primeiro foi licenciado em 1744 e abrigava pobres lunáticos às custas da paróquia. Outro foi administrado por Thomas Burman em 1795, que cobrava "um guinéu por semana para alimentação e remédios, sendo que o paciente encontra sua própria roupa de cama e banho. Se alguém contratar um empregado para cuidar dele constantemente, a alimentação e os salários serão considerados separadamente". Ainda havia um asilo particular na cidade na década de 1880.

## Transporte

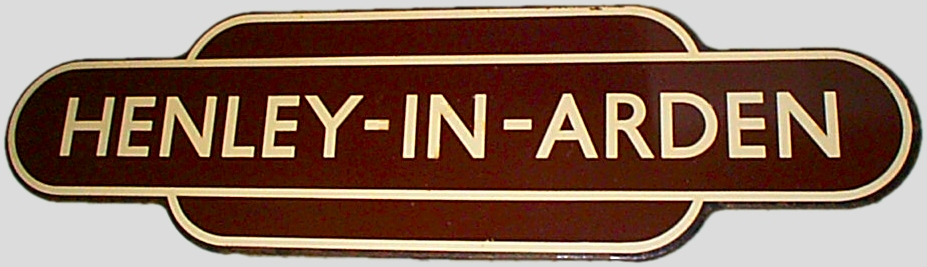
Totem da estação de Henley-in-Arden station pela British Rail da Região Oeste

A estação ferroviária de Henley-in-Arden fica na North Warwickshire Line e tem serviços regulares de trem para as estações de Birmingham Moor Street e Birmingham Snow Hill e Stratford upon Avon. A linha ao sul de Stratford upon Avon se conectava anteriormente ao longo da Honeybourne Line até Honeybourne (que fica na Cotswold Line) e depois até Cheltenham. A cidade fica a poucos quilômetros a sudoeste da rodovia M40, que liga Birmingham à Londres.
O serviço de ônibus X20, que vai de Coventry a Stratford-upon-Avon via Solihull, passa pela cidade ao longo da High Street. Esse serviço é operado pela empresa local de ônibus e ônibus de Henley-in-Arden, Johnsons Coach & Bus, sob contrato com o Warwickshire County Council, operando a cada 60 minutos.

## Educação
As escolas que atendem à cidade incluem a Henley-in-Arden Montessori Primary School e a Henley-In-Arden CE Primary School, Henley-in-Arden School (Escola Henley-in-Arden), Venture Academy e St Mary's RC Primary School.